# 日産・スカイラインクーペ
スカイラインクーペ（SKYLINE COUPE）は、日産自動車がかつて販売していたクーペ型の乗用車である。

## 初代（通算11代目）CPV35型（2003年-2007年）
2001年6月のV35型スカイラインセダン発表に際し、1年後にクーペを発売すると発表されていたが、実際には予定より半年遅れとなる約1年半後の2003年1月にCPV35型クーペが発売された。スカイラインのクーペモデルとしては初代ALSI型から数えて10代目（2代目S50系はクーペの設定なし）となるが、CPV35型ではセダンとアウターパネルを一切共用しない専用デザインが初めて採用された。
クーペの開発は1999年末から2000年初め頃に開始されたが、当時は日産とルノーの交渉が進められており、セダンとクーペの同時開発が困難であったため、セダンの開発終了後にクーペの本格的な開発が進められたという。また、従前2シーターと2by2（4シーター）が存在したフェアレディZが、Z33型から2シーターに一本化されたため、フェアレディZの2by2モデルの後継車種としての座も担うこととなった。
セダンと同様に、チューニングカーのベースとしても販売戦略や開発の方針転換に付随する変化の影響から、同時期に登場したフェアレディZ（Z33型）とは対照的に走りのイメージが少なく人気は低い。そのような中で、トップシークレットはツインターボ、VK45DEスワップ、トランスアクスル化したV35GT-Rを制作し、ドイツのアウトバーンで最高速341km/hを記録した。
北米市場では日産の高級車ブランド「インフィニティ」よりG35クーペとして販売され、セダンと共にモータートレンドカーオブザイヤーを受賞するなど高い評価を得た。

### メカニズム

#### パワートレイン
エンジンは、V35型セダンと同型のVQ35DE型 3.5L V型6気筒エンジンに専用のチューンを施し、吸排気系の効率向上や低中速域でのフリクションロス軽減がなされ最高出力・最大トルクともに向上し、Z33型フェアレディZと同値とした。トランスミッションにはジヤトコ製JR507E型 マニュアルモード付フルレンジ電子制御5速ATと愛知機械工業製MRA70型 6速MTが用意される。なお、6速MTについてはZ33型フェアレディZに採用されるものの小型・軽量化版であり、R34型以前のモデルで採用されていた5速MTと同等の重量・サイズとしている。
2004年11月の一部改良時にはトランスミッションに改良が施され、「350GTプレミアム」の5速ATには「シンクロレブコントロール」が採用され、6速MTについても、操作性向上およびレバー振動の低減が行われた。

#### ボディ・シャシ
プラットフォームはセダンと共通のFR-Lプラットフォームを採用するが、セダンとAピラーより前方を共有していたそれまでのクーペとは異なり、ボディパネルから新設計されている。また、セダンのほか、パワートレインを共有する2シータークーペのZ33型フェアレディZともプラットフォームを共有し、リア回りについてはコンポーネンツをZ33と共有する。
操舵性向上のため、前後重量配分をセダンよりも前輪荷重を1%上げた53:47としている。また、後輪荷重減少によるトラクション低下を防ぐため、17インチホイール装着車ではタイヤ幅をフロント225mmに対しリア235mm、18及び19インチホイール装着車ではフロント225mmに対しリア245mmとしている。
サスペンションについては、セダンやZ33型フェアレディZ同様、4輪マルチリンク式となるが、19インチホイール採用車はスポーツチューンドサスペンションが採用された。ブレーキについても、全車ベンチレーテッドディスク式となるが、MT車についてはブレンボ製4輪アルミキャリパー対向ピストンブレーキが採用された。

### デザイン

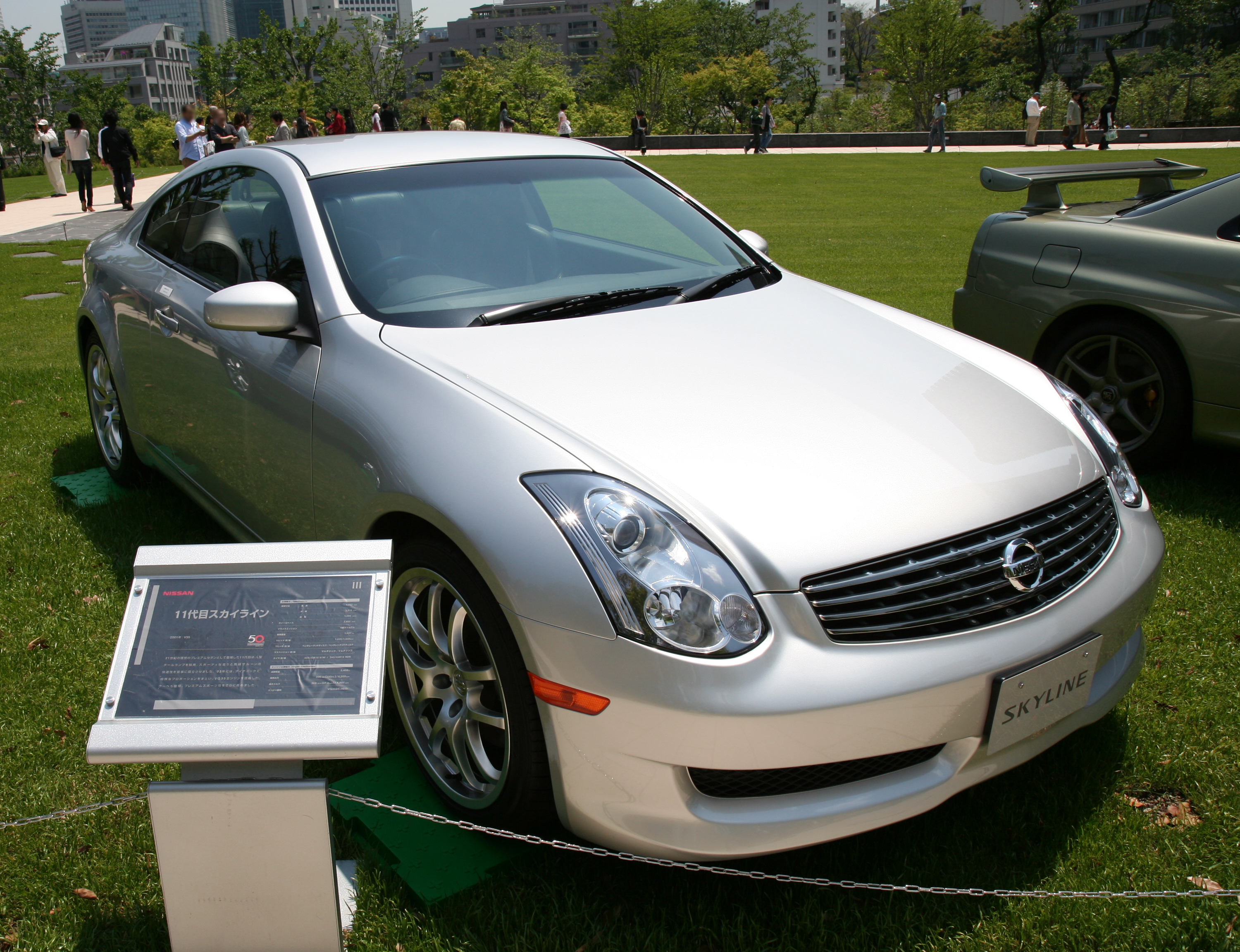
後期型（2005年11月-2007年10月）
6速MT車

エクステリアデザインは、L字型テールランプやダブルアーチグリルなど、セダンと共通のテーマを持っている部分が多いが、外板や外装部品には一切共有部品をもたない。また、セダンと共通のL字型テールランプの中にLEDを丸型に配列したことにより、セダンでは廃止されていたスカイライン伝統の丸型テールを復活させている。ただし日産は丸型テールの採用はスカイラインの伝統のためではなく、デザイン性や視認性のためであると説明している。この方式は後にスカイラインセダンにも2004年11月のマイナーチェンジによって採用された。なお、クーペのデザインには日本よりも北米に比重が置かれてデザインされたという。また空力性能についてはCd値0.29を実現している。
また、2005年11月のマイナーチェンジではテールランプのほか、ヘッドランプ、フロントバンパー、サイドシルプロテクターなどのデザインが変更されている。
セダンからのサイズ変更は、全長-35mm、全幅+65mm、全高-75mm、地上高-15mmと大幅なものとなっており、より「地を這うような」印象としている。また、全幅が65mm増加したのは前後フェンダーの拡大のためである。
インテリアについては、ヒップポイントがセダン比で50mm低下しているが、エクステリアデザインとは異なり、インパネについてはセダンやM35型ステージアと共通の直線的なデザインをとっている。ただしドアスピーカー周辺には加飾処理が施されている。

### ラインアップ

#### グレード構成
グレードはベースモデルの「350GT」と、本革シートやBOSEサウンドシステムなどを装備した上級グレードの「350GTプレミアム」の2種類が用意され、それぞれに5速AT車、6速MT車が用意された。ただし、2005年11月のマイナーチェンジ時にはベースグレード「350GT」が廃止された。
5速AT車には当初、17インチアルミホイールおよびブリヂストン製POTENZA RE92タイヤが、6速MT車には18インチアルミホイールおよびPOTENZA RE040タイヤ が装着されていたが、2004年11月の1部改良以降は6速MT車に19インチ鍛造アルミホイールおよびPOTENZA RE050タイヤ が装着された。その後、2005年11月のマイナーチェンジでは5速AT車に一時廃止されていた18インチアルミホイールおよびRE040が採用された。

### 特別仕様車
70th-II
2003年10月に発売。2003年12月に日産自動車が70周年を迎えることを記念して設定された「70周年記念特別仕様車」の第2弾。ベース車は「350GTプレミアム」のみ。なお、先に同年5月に発売されていた第1弾のラインアップにはスカイラインクーペは含まれなかった。プラズマクラスターイオンエアコン、消臭天井、IR/UVカットグリーンガラスが含まれる「室内環境パッケージ」が特別仕様車第2弾に共通装備され、加えて専用エクリュ内装、前席ヒーターシートが装備された。
レザーパッケージ
2004年4月発売。70th-II同様「350GTプレミアム」のみに用意される。「70th-II」から、室内環境パッケージのうちの消臭天井、IR/UVカットグリーンガラスの2装備を省略したもの。
スタイリッシュシルバーレザー
2006年6月発売。「350GTプレミアム」のみに用意される。グレー色の本革シートなどが装備されるスタイリッシュシルバーレザー専用インテリアが採用された。なお、セダン、ステージア、ムラーノ、フーガにも設定された。

### 年表
- 2001年6月18日 - V35型セダンが発売。クーペの発売が発表された。
- 2002年
  - 3月 - ニューヨーク国際オートショーで「G35クーペ」として発表。
  - 11月 - 北米で「インフィニティ・G35クーペ」として先行発売[20]。
- 2003年
  - 1月16日 - 販売開始。この時点ではAT車のみ発売。
  - 2月6日 - AT車に遅れ、MT車が追加。
  - 10月 - グッドデザイン賞を受賞。
  - 10月22日 - 日産自動車「70周年記念特別仕様車第2弾」として「350GTプレミアム 70th-II」が発売。
- 2004年
  - 4月7日 - 特別仕様車「350GTプレミアム レザーパッケージ」が発売。
  - 11月8日 - 一部改良。装備内容の向上、ボディカラーの変更などが行われた。
- 2005年11月30日 - マイナーチェンジ。外観の変更、装備内容の向上などが行われた。
- 2006年6月1日 - 特別仕様車「スタイリッシュシルバーレザー」発売。
- 2007年10月2日 - CKV36型にフルモデルチェンジ。

## 2代目（通算12代目）CKV36型（2007年-2016年）
2007年4月にニューヨーク国際オートショーにおいて発表され、同年8月には北米市場にインフィニティブランドのG37クーペとして先行投入。日本では2006年11月に発売されたV36型セダンから約1年遅れとなる2007年10月に発売された。スカイラインのクーペモデルとしては通算11代目となる。製造はG37クーペも含め、すべて日産自動車栃木工場で行われていた。
次期型となるV37型へのフルモデルチェンジに際し、北米市場へは2代目インフィニティ・Q60としてクーペモデルが導入されたが、日本市場には導入されず、2016年1月のCKV36型の販売終了をもってスカイラインのクーペモデルは消滅した。

### メカニズム

#### パワートレイン

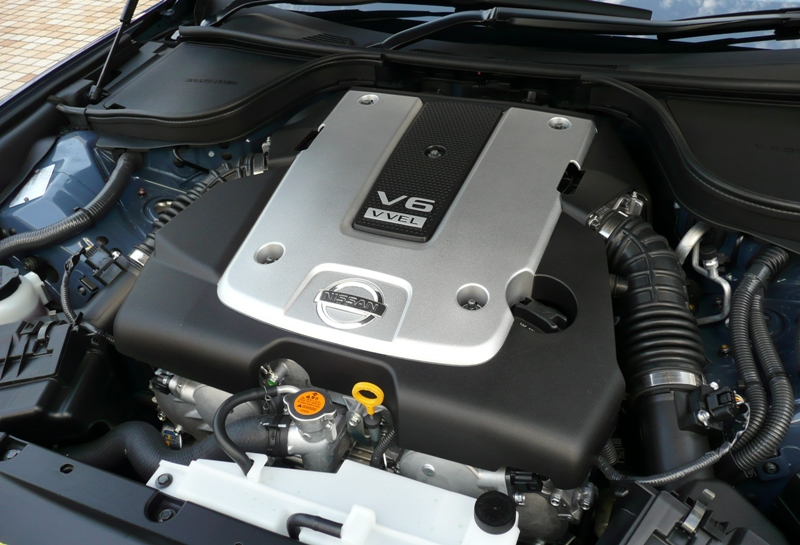
エンジンルーム

エンジンは、V36型セダンには当初設定のなかったVQ37VHR型エンジンが搭載される。バルブ作動角・リフト量連続可変機構、VVELが初採用されている。先代CV35型クーペのエンジンから200cc排気量が増加しているが、VVELの採用などにより、燃費性能は10%程度向上している。
先代の販売が好調であった北米における新型への期待は大きく、それに対応するために新開発のエンジンを搭載した。当初は先代モデルと同排気量の3.5Lとすることも考えられていたが、ライバルと目されるBMWに走行性能で劣るわけにはいかないという思いから、排気量を200cc増加させたという。
トランスミッションにはATとMTの2種が用意された。ATについては当初、フーガから採用されたものとほぼ同一のジヤトコ製JR507E型マニュアルモード付フルレンジ電子制御5速ATが採用されていたが、2008年12月の一部改良により、先にZ34型フェアレディZに採用されていた同じくジヤトコ製のJR710E/JR711E型マニュアルモード付フルレンジ電子制御7速ATに変更された。MTについては先代モデルと同一の愛知機械工業製MRA70型6速MTが採用されているが、軽量化などが施されている。

#### ボディ・シャシ
プラットフォームにはセダンと共通のEプラットフォームが採用される。基本的なレイアウトはセダンと共有するが、エンジン搭載位置を15mm低くして重心を下げるなどして走行性能の向上も図られている。前後重量配分は55:45となった。
ボディ剛性については、静的剛性ではなく実際の走行を見据えて剛性が高められたために、軽量化を図りながらも、結果として静的捩り剛性が先代比で36%向上している。なお、横曲げ剛性では先代でも十分と判断されたため、ほぼ同一となった。
安全性の向上として、日本初となる歩行者との衝突時に瞬時にボンネットを浮かせる「ポップアップエンジンフード」も搭載された。
サスペンションについては、セダン同様フロントがダブルウィッシュボーン式、リアがマルチリンク式サスペンションとなる。セダンのものをベースとしているが、ワイドトレッド化が行われ、ショックアブソーバーも専用チューニングが施されている。サスペンション横剛性は先代比でフロント55%、リア40%向上されている。
ブレーキには4輪ベンチレーテッドディスクが採用され、「Type S」には曙ブレーキ工業製の4輪アルミキャリパー対向ピストンブレーキが採用された。

### デザイン
エクステリアパーツではサイドターンランプをスカイラインクロスオーバーを含むV36型スカイラインシリーズと、ドアハンドルをセダンと共有するのみで、他は先代に引き続き、完全な新設計となっている。ただし、2008年11月のセダンの一部改良時には、ドアミラーもクーペと共通のものに変更された。
デザインの向上のために低いボンネットが採用されたが、エンジンとエンジンフードの隙間が十分にないと歩行者保護の性能を十分に得られないため、デザインと安全性の両立のために新技術、ポップアップエンジンフードが採用された。ほかにも、ヘッドランプの位置をエンジンフードから離して生産工程を手作業とするなど、スタイリングのために多くのコストが掛けられている。
V36型セダンはモデルチェンジにあたり、サイズを大幅に変更したが、スカイラインクーペはCV35型からすでにセダンよりもワイド&ローであったために、サイズの変更は全長+15mm、全幅+5mm、全高-5mmに留まった。
インテリアについては基本的にセダンと共通となっているが、ドアが長いため、そこには専用の素材が用いられ、新設計されている。また、ヒップポイントについては先代モデル比で17mm、セダン比で20mm低下されている。

### ラインアップ

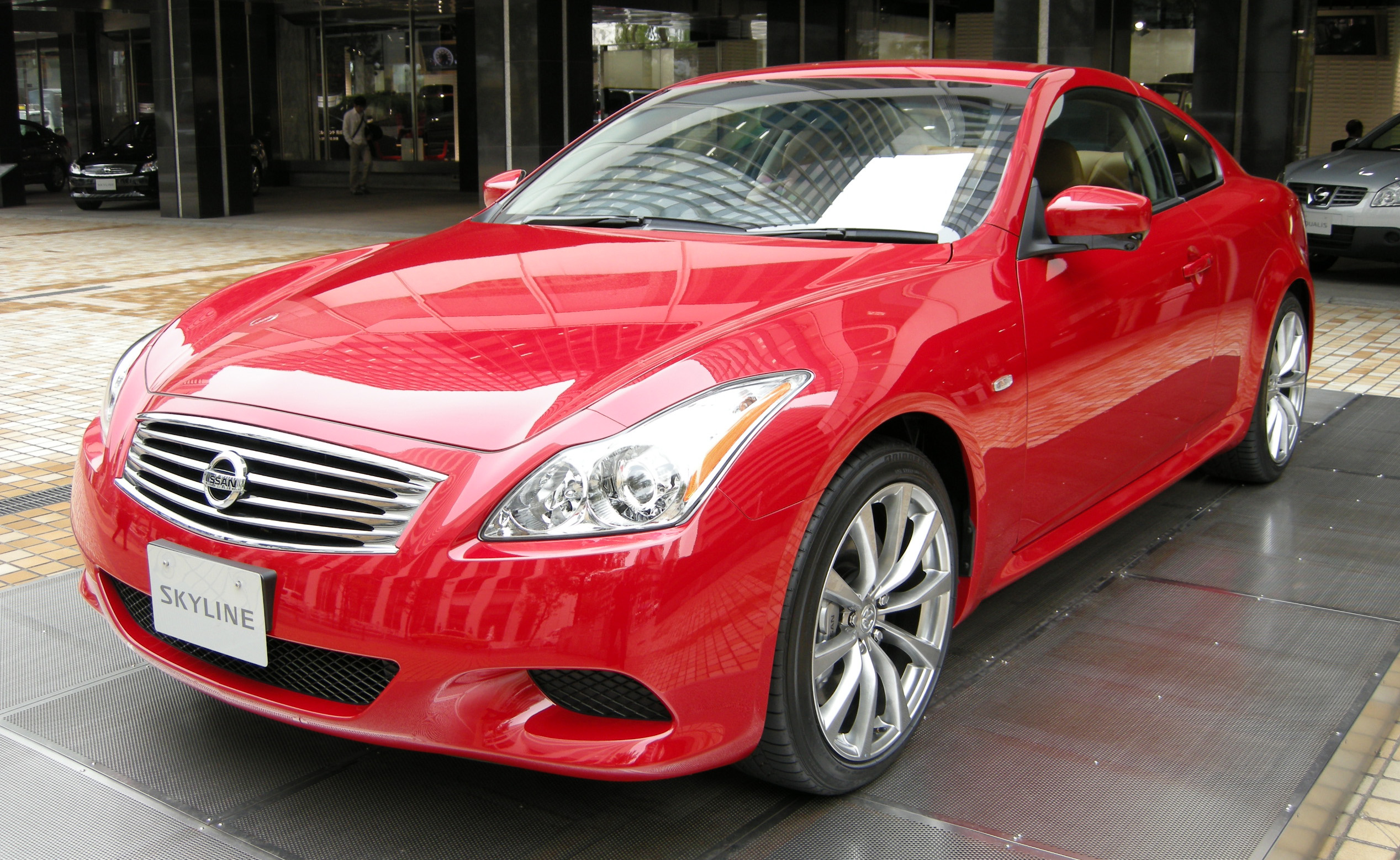
Type S/Type SP
2007年10月-2010年11月

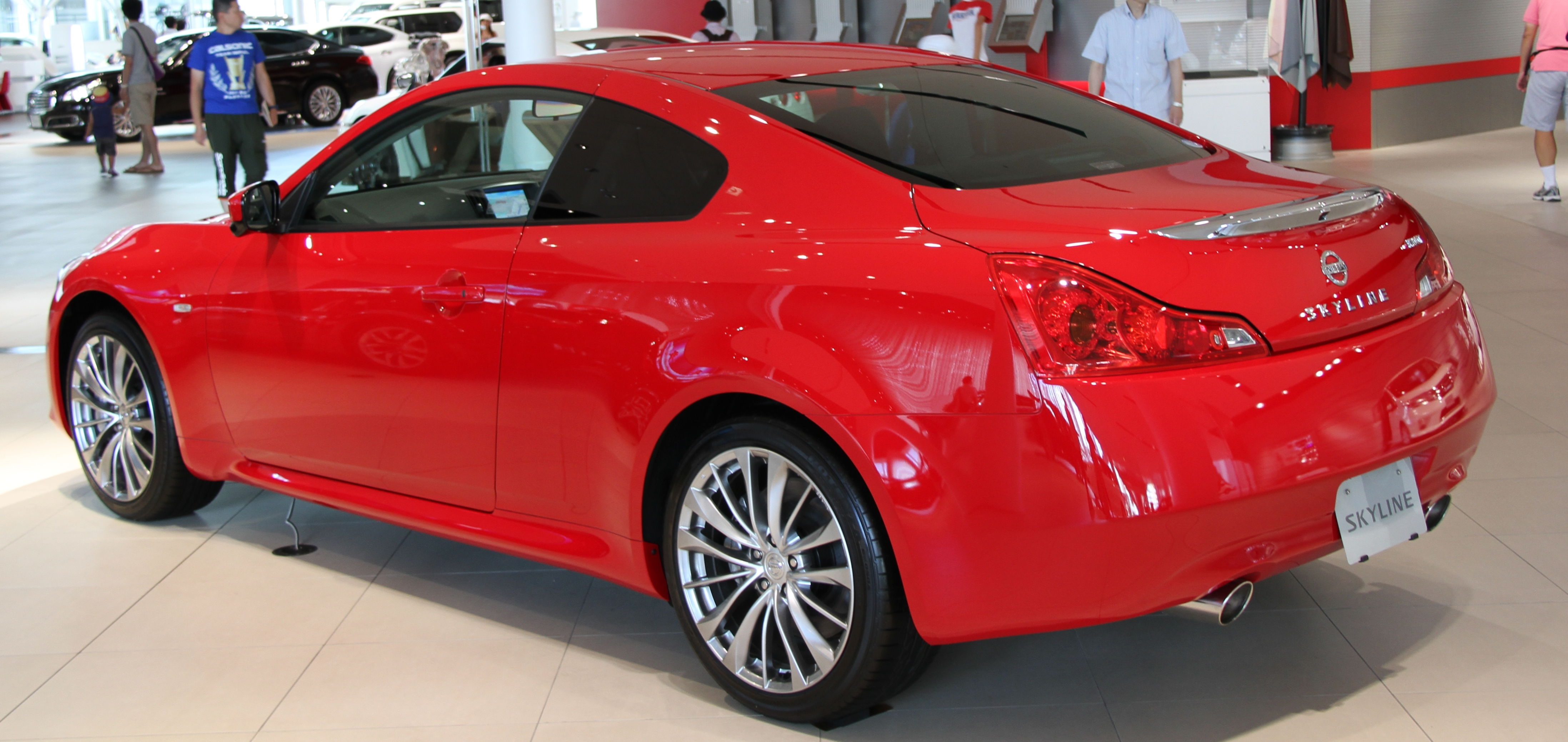
370GT Type S
2010年11月-

グレード構成は下から「370GT」、「370GT Type P」、「370GT Type S」、「370GT Type SP」の4グレードが用意される。
「Type P」はベースの370GTに本革シートや各種快適装備を装備したグレード、「Type S」はパドルシフト、19インチアルミホイール（標準車は18インチ）、4輪アクティブステア、ビスカスLSDなどを装備した走行性能重視のグレードである。最上級グレードの「Type SP」は「Type P」および「Type S」の装備を両立している。また、「Type S」および「Type SP」には当初専用スポーツバンパー・サイドシルスポイラーが装着されていたが、2010年11月の仕様向上以降のモデルでは全車にスポーツフロントバンパーおよびサイドシルスポイラーが標準装備される。また、この仕様向上では18インチホイールおよび19インチホイールのデザインも変更された。
なお、6速MT車は「Type S」および「Type SP」のみにラインアップされる。
2010年1月のマイナーチェンジ時にはそれまで全車オプション設定であったHDDカーウイングスナビゲーションシステムが全車標準装備となったため、新たにナビレスの廉価グレード「370GT A Package」が追加された。

#### 特別仕様車
55th Limited
2011年12月に発売されたセダンに続き、2012年2月にはクーペにも生誕55周年記念期間・台数限定車の「55th Limited」が設定された。2013年4月30日受注分までの期間限定販売だが、期間内に限定台数の55台に到達した時点で受注終了となる。「370GT Type P」および「370GT Type SP」をベースに、55周年記念刺繍付きのアニバーサリーブリリアントレッド本革シートが装備され、専用色も設定された。

### 年表
- 2006年11月20日 - V36型スカイラインセダンの新車発表会の席上で、2007年秋の発売とアナウンスされた。
- 2007年
  - 4月4日 - ニューヨーク国際オートショーにおいてインフィニティ・G37クーペを発表。
  - 4月24日 - 東京ミッドタウンで行われたスカイライン生誕50周年イベントに参考出品される。
  - 8月 - 北米市場においてG37クーペを先行発売。
  - 10月2日 - 販売開始。
- 2008年12月2日 - 一部改良。7速ATが採用されたほか、装備内容が一部変更された。
- 2009年6月19日 - 米国においてクーペとフロント部分を共有する[32]オープンカーモデル、インフィニティ・G37コンバーチブルが発売。
- 2010年
  - 1月6日 - マイナーチェンジ。装備内容変更および内装の小変更が行われた。
  - 11月15日 - 一部仕様向上。
- 2012年2月10日 - 期間限定車「55th Limited」が発売。
- 2016年1月 - 販売終了。